# Paidia rica
Paidia rica là một loài bướm đêm thuộc phân họ Arctiinae, họ Erebidae.